# Balaenicipitidae (familie)
Balaenicipitidae is een familie van één vogelsoort uit de orde roeipotigen (pelikaanachtigen) Ze komen voor in tropisch Oost-Afrika in uitgestrekte moerasgebieden van Soedan tot Zambia.
In juli 2008 werd de eerste schoenbekooievaar in gevangenschap ter wereld geboren in Pairi Daiza (destijds nog Parc Paradisio geheten) in België.

## Ecologie en gedrag
Schoenbekooievaars foerageren in modderige waters, waar ze op vissen, kikkers, reptielen (waaronder babykrokodillen) en kleine zoogdieren jagen. Ze nestelen op de grond en leggen één tot drie eieren, gewoonlijk tijdens het droge seizoen. De eieren meten 80 tot 90 mm bij 57 tot 61 mm. Beide ouders broeden het ei en het duurt ongeveer een maand voor de kuikens uitkomen. De kuikens kunnen vliegen na een honderdtal dagen en worden na drie jaar seksueel volwassen.

## Taxonomie
- Geslacht Balaeniceps - Gould, 1850
  - Balaeniceps rex (Schoenbekooievaar) - Gould, 1850

Ardeidae (Reigers) · Balaenicipitidae · Pelecanidae (Pelikanen) · Scopidae· Threskiornithidae (Ibissen en lepelaars)